# Új-zélandi angol nyelv
Az új-zélandi angol az angol nyelv Új-Zélandon használt változata.
Az angol nyelvet a 19. századi telepesek honosították meg Új-Zélandon. A legtöbb hatással az új-zélandi angolra az angol nyelv déli változata, a skót angol és az őslakosok maori nyelve volt.
Az új-zélandi angol kiejtésben közel áll az Ausztráliában beszélt angolhoz, bár van néhány olyan vonása, ami a maori beszéd hatását hordozza magán. Az ausztrál és az új-zélandi angol közötti legnagyobb eltérés az /ɪ/: hang kiejtése, amit az új-zélandiak svá-nak ejtenek.

## Kiejtés

### Magánhangzók

#### A rövid magas hangok
- A rövid i (az angol kit szó i-je) kiejtése [ə] vagy [ɘ]. Ez hasonlít az angol rövid u hangra, ha nem is olyan nyílt ez a hang, és élesen elkülönül az ausztrál angol i hangjától. Ezért az új-zélandiak szerint az angolok feesh and cheeps-et kérnek fish and chips helyett, míg az ausztrálok szerint az új-zélandiak pedig fush and chups-et.

- A rövid /ɛ/ (mint az angol dress szóban) az /ɪ/ hang által okozott űrt tölti ki, fonetikailag az [e] hang régiójában található. Leginkább egy rövid i-nek hallatszik.

Néhány példa erre:
| - then - /θɪn/ - less - /lɪsː/ - better - /bɪtəɹ/ - yes - /jɪs/ | - best - /bɪst/ - get - /gɪt/ - leg - /lɪg/ - ten - /tɪn/ |
- Ugyanígy, a rövid /æ/ hang (a trap szó a-ja) körülbelül [ɛ] hangnak hallatszik.

Régi dokumentumfilmek alapján azt lehetett észrevenni, hogy a második világháború előtt az ausztrál és az új-zélandi angol között nem volt számottevő különbség, főképp az 1950-es évektől kezdtek el szétválni. A jelenlegi nyelvészeti kutatások szerint az új-zélandi  rövid i az alacsonyabb osztályhoz tartozó 19. századi angol bevándorlók nyelvéből származik. Bár az is előfordulhatott, hogy az előbb Új-Zélandra, majd később Ausztráliába tartó skót bevándorlás is hatással lehetett erre. A maorik nyelve is hatással volt az új-zélandi kiejtésre.

#### Diftongusok
- Az /ɪə/ (pl. a near szó ea-ja) és az /eə/ (a square szó ua-ja) jelölt lett, így a here szó rímel a there szóval, a bear a beer-rel és a rarely a really-vel.

- Az /l/ hang előtt az /iː/: és az /ɪə/ (mint a reel szó ee-je vagy a real szó ea-ja), miként az /ɒ/ és az /oʊ/ (doll / dole), és néha az /ʊ/ és az /uː/ (pull / pool), az /ɛ/ és az /æ/ (Ellen / Alan) és az /ʊ/ és az /ɪ/ (full / fill) jelölt lehet.

- A brit angol /æɪ/-a Új-Zélandon /aɪ/-nak hangzik, pl. a maybe /maɪbɪ/, ~ good day /gɪdaɪ/.

#### Más hangok
- Az /ɑr/-/ɑː/ (a start, a bath szavak a-ja) kiejtésben [ɐː] vagy [ɐ̟ː].

- Az /ɜ/ hang (a bird i-je és a nurse u-ja) kerek és az  [ɵː~œː~øː] hang régiójában mozog.

### Mássalhangzók
- Az új-zélandi angol kevésbé használ pergetett r hangot, kivéve az Otago-környéki Southland-en, ahol a skót angol hatása érvényesül. Mégis, néhány szóban azért előfordul a pergetett r, mint az Ireland szóban.

- Az /l/ ejtése veláris („kemény”, gyakran vokalizált). Ennek a hangnak társadalmilag különböző az ejtése, a fiatalok, az alsóbb osztálybeliek vokalizálják az /l/-t.

#### Más mássalhangzók
- A /w/ (witch) és a /hw/ (which) közötti különbség főképp idős beszélőknél van még meg, eltűnni látszik.

- A magánhangzók közötti /t/ artikulációja retroflex (kakuminális) is lehet.

### Más észrevételek
- Ahogy Ausztráliában, úgy Új-Zélandon is néhányan a grown, thrown és mown típusú szavak utolsó szótagját két szótagnak ejtik, egy betoldott svá-hanggal /-oʊ.ən/. Ezekkel szemben a groan, throne és moan szavak ejtése nem hangzik erőltetettnek. A three szóban a th és az r között is megjelenik a svá, így a szó kétszótagú lesz.

- A trans- előtag általános kiejtése /trænts/.

- A H betű nevének kiejtése  /eɪtʃ/, mint az Nagy-Britanniában és az USA-ban, nem pedig /ˈheɪtʃ/, mint az ausztrál angolban, ahol ez ír hatás, bár leginkább erre az ausztrál kiejtésre lehetne számítani Új-Zélandon is.

## Fonológia
Az új-zélandi angol fonológiája hasonló az ausztrál angolhoz vagy a brit angolhoz, azonban vannak benne is eltérések, lásd a táblázatban:
| Rövid magánhangzók | Rövid magánhangzók |
| IPA                | Példák             |
| ------------------ | ------------------ |
| ɘ                  | sit, about, winner |
| i                  | city               |
| e                  | bed, end           |
| ɛ                  | lad, cat, ran      |
| ɐ                  | run, enough        |
| ɒ                  | not, wasp          |
| ʊ                  | put, wood          |

| Hosszú magánhangzók | Hosszú magánhangzók |
| IPA                 | példák              |
| ------------------- | ------------------- |
| ɐː                  | father, arm         |
| iː                  | see                 |
| ɵː                  | bird                |
| oː                  | law, caught         |
| ʉː                  | soon, through       |

| Kettőshangzók | Kettőshangzók |
| IPA           | Példák        |
| ------------- | ------------- |
| æe            | day, pain     |
| ɑe            | my, wise      |
| oe            | boy           |
| ɐʉ            | no, tow       |
| æo            | now           |
| ɪə            | near, here    |
| eə            | hair, there   |
| ʉɐ            | tour          |

### Az ausztrál angoltól való különbözősége
| Új-Z.                                                         | Auszt.                                         | Magyarázat |
| ------------------------------------------------------------- | ---------------------------------------------- | --- |
| Cellphone / mobile phone (cell)/phone(mobile)                 | Mobile phone (mobile)                          | Hordozható telefon |
| Chilly bin                                                    | Esky                                           | Zárt konténer, ami az italokat és ételeket hidegen tartja |
| Dairy                                                         | Delicatessen convenience store Deli            | Nagyobb városokban a convenience store vagy a superette szót használják, köszönhetően a bevándorlóknak. Megjegyzendő, hogy a delicatessen terminus más okból van használatban Új-Zélandon, olyan üzletet vagy üzletrészt jelöl, ahol olyan ételeket lehet kapni, mint szalámi, finom sajtok vagy likőr. |
| Domain, field                                                 | Oval, paddock                                  | Szabadtéri pihenésre szolgáló, általában füves terület |
| Duvet                                                         | Doona                                          | A padded quilt(?) |
| Jandals                                                       | Thongs                                         | Hátsó rész nélküli szandál (másként vietnami papucs vagy strandpapucs) |
| Jersey                                                        | Jumper                                         | Új-Zélandon és Ausztráliában a jersey a sportruházat felső részét is jelenti. A sportruházat másik nevét, a guernsey-t Új-Zélandon ritkábban használják. |
| Judder bar / Speed bump                                       | Speed bump                                     | Szándékosan elhelyezett bukkanók az úton, hogy a vezetők csökkentsék a sebességet. |
| Maroon                                                        | Maroon, marone                                 | Bíborbarna szín. Új-Zélandon a kiejtése hasonló, mint: spoon, Ausztráliában a kiejtése hasonló, mint bone. |
| No exit                                                       | No through road                                | Zsákutca |
| Oil skin / Swanndri                                           | Driza-Bone Oil skin                            | Oil skin: vidéki esőkabát; Swanndri: heavy woollen jersey (often checquered). |
| Togs                                                          | Bathers Swimmers Cozzies Togs budgie smugglera | Úszódressz |
| Trolley                                                       | Shopping trolley                               | Négykerekű bevásárlókocsi az áruházakban |
| Trolley, Trundler                                             | Shopping jeep/granny trolley                   | Kétkerekű bevásárlókocsi az áruházakból való elszállításhoz (manapság nemigen látható) |
| Tramp                                                         | Bush walk                                      | Természetjárás |
| Twink                                                         | Wite-Out / Liquid Paper                        | Hibajavító festék |
| Vivid Felts, Felt tips , Marker                               | Texta                                          | Jelölő toll |
| a Főképp Queensland-ben és Észak-Új-Dél-Walesben használatos. |                                                | |

## Betűzés
- Azon szavaknál, ahol van különbség a brit és az amerikai használat között, a brit van használatban: colour / color, travelled / traveled.

- Az -ize, -ise végű szavak (pl. organise / organize) közül az új-zélandi angol az -ise végűt használja. Ez az amerikai angollal szemben szintén a brit angolt támogatja.

- Új-Zélandon a "fjord" szót fiord-ként ejtik (és írják), szemben a minden más angol változatban ejtett fjorddal. Írásban lásd Fiordland tartományuk nevét.

## Sajátos új-zélandi szavak és kifejezések
- anklebiter – kisgyerek, kölyök
- arvo – vacsora
- banger – kolbász
- brekkie – reggeli (a breakfast szóból)
- bush – erdő
- choice! – remek! jó ötlet! nagyon jó!
- chrissy – karácsony (a christmas szóból)
- cor blimey – hitetlenség kifejezése (a God blind me szavakból)
- footy – labdarúgás
- flash – stílusos, drága
- jafa – aucklandi ember
- Mainland – Új-Zéland déli szigete
- pom – brit személy
- drongo – hülye, idióta
- scarfie – egyetemista, különösen az Otagoi Egyetem hallgatóira vonatkozik
- West Island – Ausztrália
- Gidday! – Jó napot!
- Are you right? – Jól vagy?
- How ya garn? – Hogy vagy?
- Sweet as! – Minden rendben.
- Ta! – Köszönöm
- Bugger! – A fenébe!
- Toodle pip! – Viszlát!

Az új zélandi angol nyelvű beszédben számos maori szó vagy kifejezés is előfordul:
- Kia ora! – Szia! Üdv!
- Kia kaha! – Légy erős!
- Pehea koe? – Hogy érzed magad? (Teljes alakja: Kei pe pēhea koe?)